# Berlin-Arkenberge

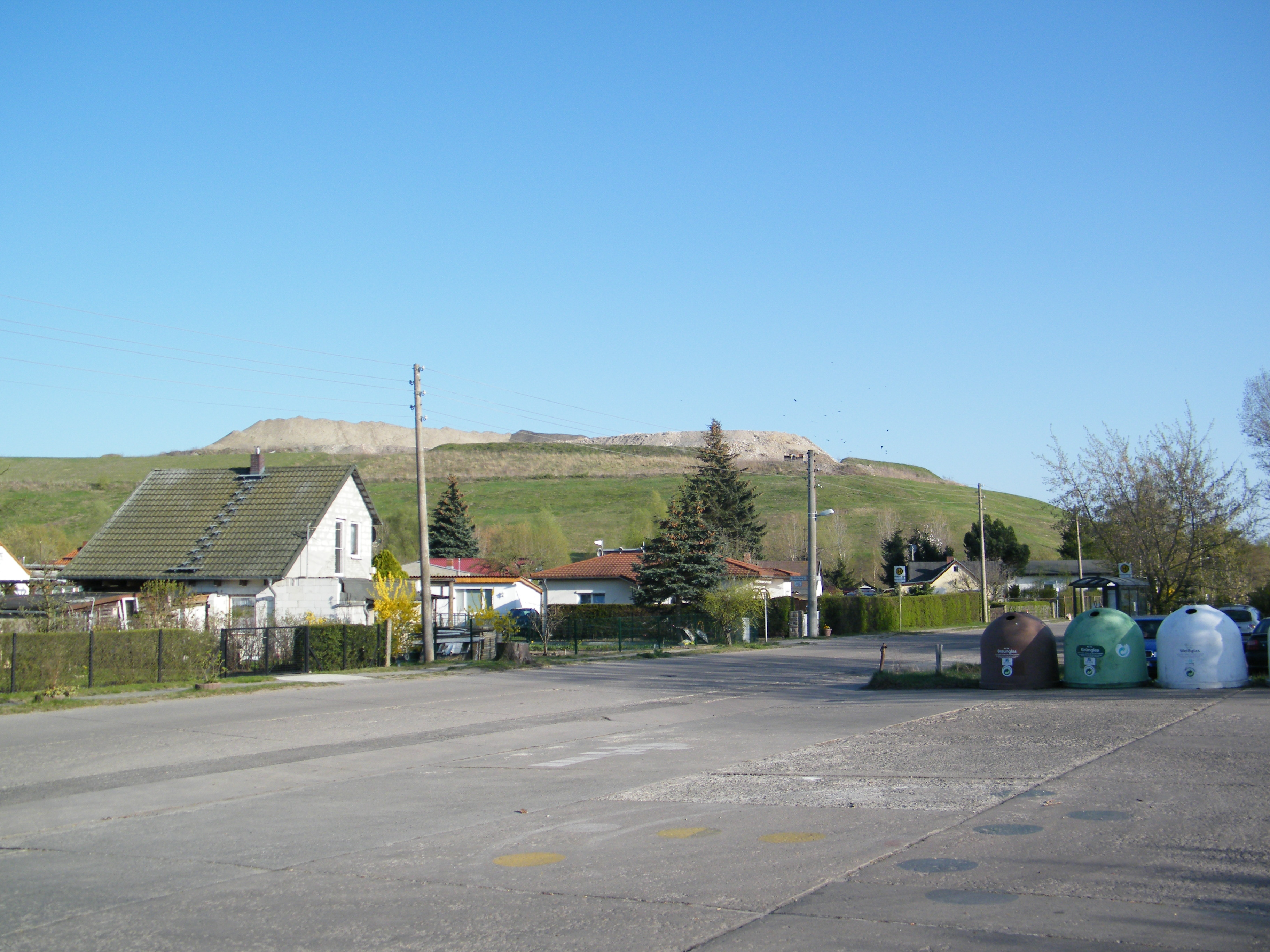
Hauptstraße am Buswendeplatz

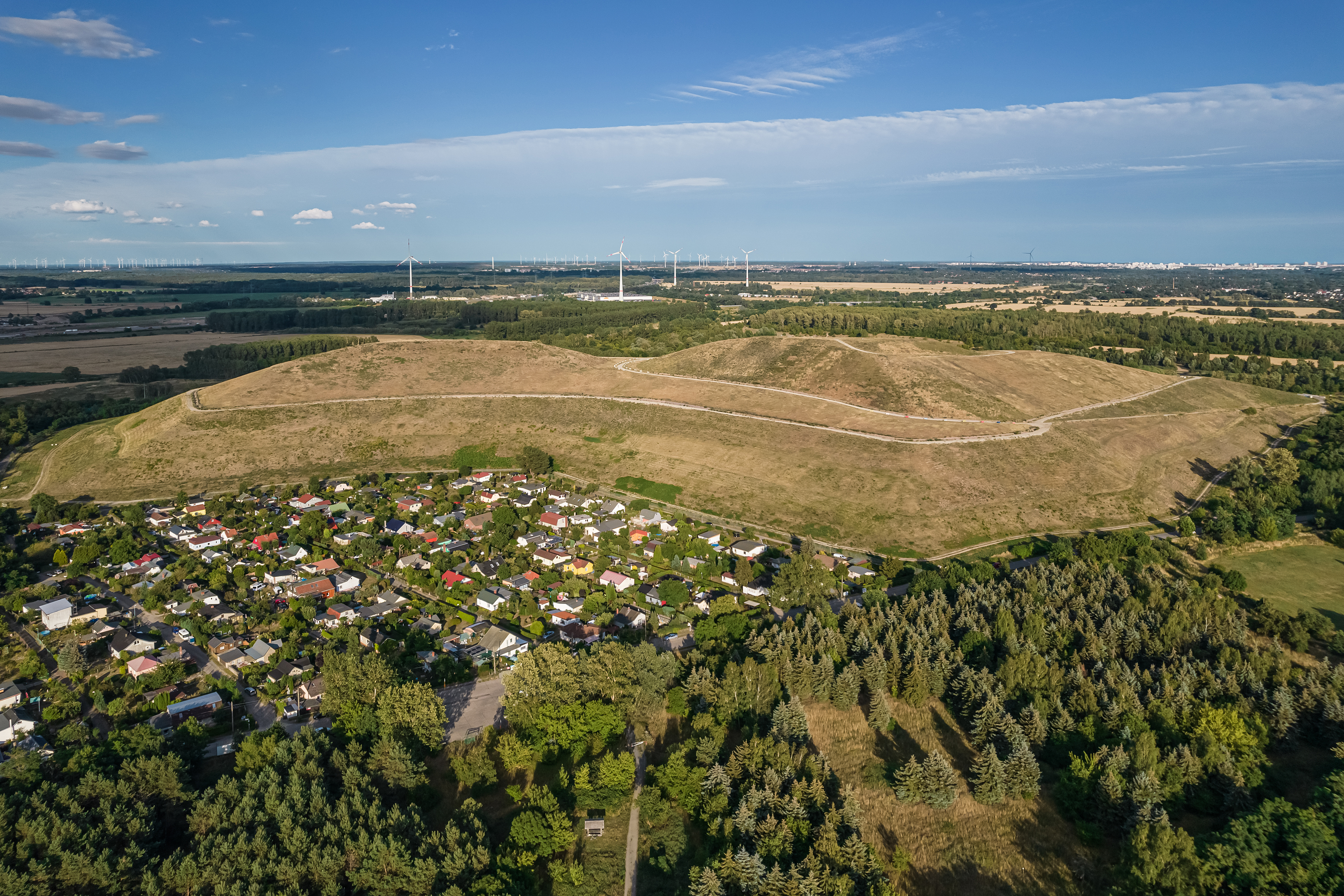
Blick über die Siedlung auf die Arkenberge

Arkenberge ist eine Ortslage im Norden des Berliner Ortsteils Blankenfelde im Bezirk Pankow.
Die Siedlung liegt etwa drei Kilometer nördlich von Blankenfelde in einem ansonsten unbesiedelten Gebiet. Westlich von Arkenberge liegt jenseits des Tegeler Fließes das Dorf Schildow. Der Name stammt von den Arkenbergen, die nördlich der Siedlung aus mehreren Hügeln bestanden. Ursprünglich bis zu 70 Meter hoch, wurden die Berge weitgehend zum Abbau von Baumaterialien für den Autobahnbau genutzt. 
Seit Beginn des 20. Jahrhunderts wurden die Kiesvorkommen der Berge für Baumaßnahmen in Berlin und Umgebung verwendet. Neben der Einebnung des Geländes führte dies auch zur Bildung von zwei Kiesseen, von denen der größere als Arkenberger Baggersee bezeichnet wird. Auf anderen Flächen wurde eine Mülldeponie angelegt, die heute für Bauschutt und andere Abfälle genutzt wird.
Im Jahr 1932 wurde die Kleingartenanlage Arkenberge gegründet. Auf 72 Parzellen entlang der Hauptstraße entstanden daraufhin Wohnlauben, in denen heute die Bewohner der Arkenberge leben. Daneben gibt es etwa einen Kilometer nordöstlich der Siedlung die Kleingartenanlage Arkenberger Grund mit einigen Schrebergärten.
Seit den 1980er Jahren ist das Gebiet an den öffentlichen Personennahverkehr angeschlossen. 1987 wurde die erste Busverbindung in die Siedlung eröffnet. Derzeit (Stand 2014) verkehren werktags etwa zehn Busfahrten der Linie 107 nach Arkenberge, am Wochenende etwa die Hälfte. Etwa 2,5 Kilometer nördlich wurde im Jahr 1983 am Berliner Außenring der Haltepunkt Mühlenbeck-Mönchmühle der S-Bahn Berlin eröffnet. Im Zusammenhang mit geplanten Wohnungsbausiedlungen war auch ein Haltepunkt Berlin-Arkenberge Ost im Gespräch, erste Baumaßnahmen an den Bahnsteigen liefen Ende der 1980er Jahre an. Zum Bau dieser Wohngebiete und des Haltepunkts ist es nicht gekommen.
Die Errichtung von S-Bahnhöfen an der Schönerlinder Straße und an der Bucher Straße im Streckenverlauf der S-Bahn-Linie S8 auf dem Berliner Außenring ist langfristig geplant.
Seit 1984 entstand östlich der Siedlung eine Bauschuttdeponie. Ihre höchste Erhebung erreicht heute eine Höhe von 122 m ü. NHN, die im Januar 2015 offiziell den Teufelsberg als höchste Erhebung Berlins ablöste. Das Gebiet gehört zum Naturpark Barnim, da neben den Gewerbebetrieben große Flächen als Feuchtbiotope erhalten blieben.
Südwestlich der Straße nach Arkenberge befindet sich das Hundeauslaufgebiet Arkenberge. Es erstreckt sich 1,7 Kilometer entlang dem Blankenfelder Graben in 100 Meter Breite auf Blankenfelder Flur zur Hauptstraße. Auch der Rundgang um die Baggerseen wird von Hundebesitzern zum Spaziergang genutzt.